# Su-ngai Kolok (huyện)
Su-ngai Kolok (tiếng Thái: สุไหงโก-ลก) là một huyện (amphoe) của tỉnh Narathiwat, phía nam Thái Lan.

## Lịch sử
Tiểu huyện (King Amphoe) được lập 1 tháng 1 năm 1948, bao gồm 3 tambon Su-ngai Kolok, Puyo và Pasemat từ huyện Su-ngai Padi và Muno từ huyện Tak Bai. Năm 1953 đơn vị này đã được nâng cấp thành huyện.

## Địa lý
Các huyện giáp ranh (từ phía tây nam theo chiều kim đồng hồ) là Waeng, Su-ngai Padi và Tak Bai. Về phía đông nam là bang Kelantan của Malaysia.

## Hành chính
Huyện này được chia thành 4 phó huyện (tambon), các đơn vị này lại được chia ra thành 19 làng (muban). Su-ngai Kolok là thị xã (thesaban mueang) và nằm trên phần lớn tambon cùng tên.
| STT | Tên           | Tên tiếng Thái | Số làng | Dân số |  |
| --- | ------------- | -------------- | ------- | ------ |  |
| 1.  | Su-ngai Kolok | สุไหงโก-ลก      | 1       | 38.756 |  |
| 2.  | Pasemat       | ปาเสมัส         | 7       | 16.765 |  |
| 3.  | Muno          | มูโนะ           | 5       | 8.553  |  |
| 4.  | Puyo          | ปูโยะ           | 6       | 5.683  |  |